# H1504+65
H1504+65是一顆位於小熊座的所知甚少的特殊恆星。它的表面溫度高達200,000 K，並且大氣層主要由碳、氧和2%的氖組成，是發現RX J0439.8-6809以前所知最高溫的白矮星。H1504+65被認為是後漸近巨星分支時期恆星的核心，雖然它的組成目前無法以現今的恆星演化模型解釋。